# Blue Eye Samurai
Blue Eye Samurai és una sèrie de televisió d'acció animada creada i escrita per a Netflix per Amber Noizumi i Michael Green, amb la directora supervisora i productora Jane Wu. Va ser coproduïda i animada per l'estudi francès Blue Spirit. La primera temporada es va estrenar el 3 de novembre de 2023. El desembre de 2023, la sèrie es va renovar per a una segona temporada. S'ha subtitulat al català.